# Johann Baptist Hops
Johann Baptist Hops der Jüngere (* 11. September 1736 in Mietingen; † 3. August 1788 in Sigmaringen) war ein deutscher Bildhauer.

## Abstammung
Als Stammvater der Bildhauerfamilie Hops (Hobs, Hobbs) aus Mietingen gilt Johann Baptist Hops der Ältere. Dieser wirkte als Maler und Bildhauer in Mietingen, Aulendorf, Heiligkreuztal, Grundsheim und Oberdischingen und hatte mehrere Söhne.
- Johann Adam Hops (1708–um 1775) heiratete im Jahr 1732 in Mietigen,[4] er könnte der Vater und erster Lehrmeister von Hops d. J. gewesen sein. Er erhielt nach seinem Gesuch vom 10. Oktober 1736 das Bürgerrecht in Sigmaringen.
- Franz Magnus Hops (1717–1756) heiratete 1741 Katharina Carle aus Hizkofen,[5] bei ihm soll Hops ausgebildet worden sein.
- Josef Anton Hops (1720–1761) heiratete 1749 Maria Katharina Schilling[6]

## Leben und Werke
Ulrike Kern geht davon aus, dass Hops ein jüngerer Bruder des Johannes Paul Hops war. Er erhielt 1763 das Bürgerrecht in Sigmaringen, wo er in diesem Jahr heiratete. Ein Protokoll des Rathauses aus dem Jahr 1775 dokumentiert einen Streit zwischen Hops und einem Zunftgenossen, den er als „Spitzbuben“ beleidigt haben soll. Ein zweites Mal musste er vor dem Rat erscheinen, nachdem er wegen Streitereien in Laiz negativ aufgefallen war.
Kern steht zahlreichen Zuschreibungen von Kunstwerken im oberschwäbischen Raum zum Werk des Hops skeptisch gegenüber. Für gewiss hält sie seine Urheberschaft bei den Assistenzfiguren Johannes und Maria im Chor der Pfarrkirche St. Oswald in Herbertingen sowie bei dem Altar im Nonnenchor der Pfarrkirche in Laiz.
Hops soll unter anderem ein Muttergottesbild der Sigmaringer Pfarrkirche sowie Hochaltarfiguren für dieselbe Kirche geschaffen haben, für die auch eine Quittung aus dem Jahr 1763 vorliegen soll. Ebenso die Figuren Petrus und Paulus in der Oberndorfer Stadtpfarrkirche, ebenso Petrus- und Paulusfiguren in der Epfendorfer Pfarrkirche und andere.
Hops heiratete am 29. Oktober 1763 Josepha (geborene Lutz), eine Tochter des Schultheißen von Sigmaringen.